# George du Maurier

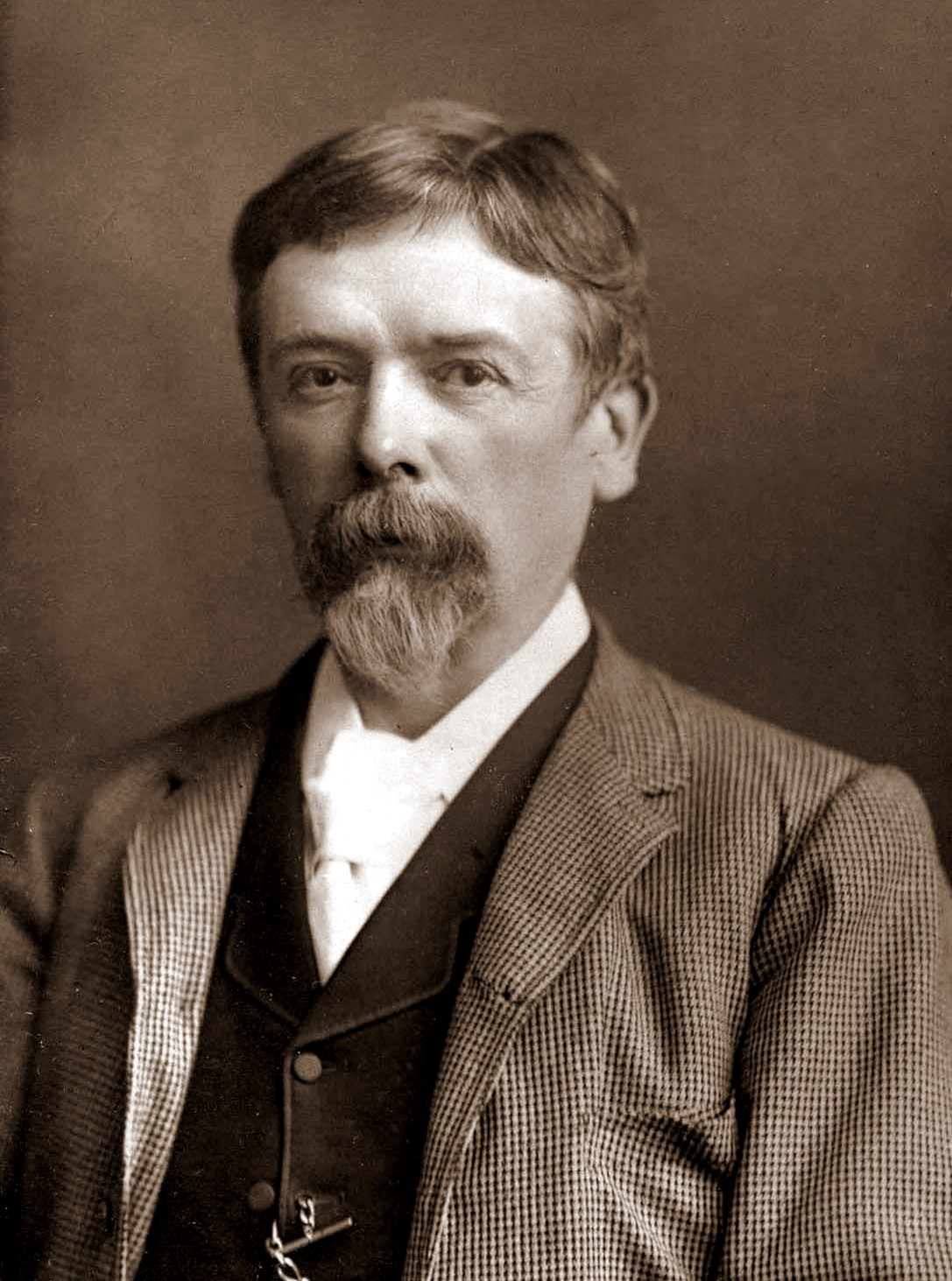
George du Maurier

George Louis Palmella Busson du Maurier (* 6. März 1834 in Paris; † 8. Oktober 1896 in London) war ein englischer Autor und Zeichner.

## Leben
George du Maurier wurde in Paris geboren und wuchs in dem seinerzeit noch von der Hauptstadt unabhängigen Vorort Passy auf. Seine Kindheitseindrücke hat er in seinem Erstlingswerk Peter Ibbetson verarbeitet. Während sein gleichnamiger Titelheld in der Rue de la Pompe aufwächst, lebte der junge George du Maurier zwischen 1842 und 1847 in einem Eckhaus mit Eingang in der Rue de Passy und den meisten Fenstern der Wohnung entlang der Rue de la Pompe.

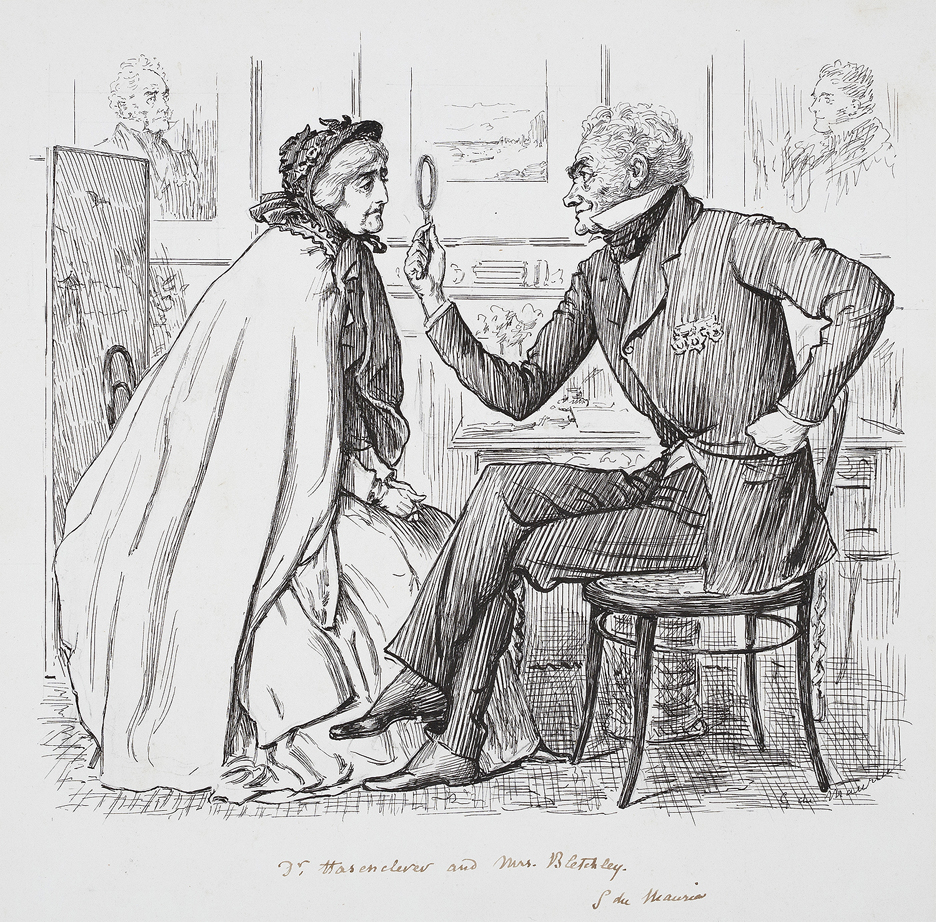
Dr. Hasenclever and Mrs. Bletchley, Illustration aus The Martian

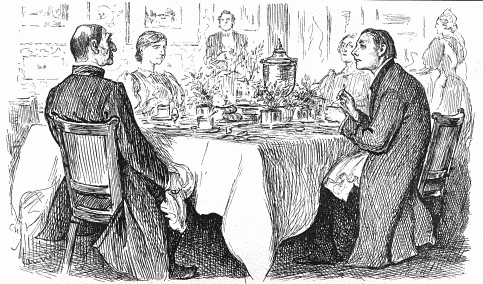
Karikatur für das Magazin Punch

Zunächst studierte George du Maurier in Paris Kunst und zog dann nach Antwerpen, wo er auf dem linken Auge erblindete. In Düsseldorf kontaktierte er einen Augenarzt, besuchte einen Freund, den Maler Thomas Armstrong, und traf dort auch seine zukünftige Frau, Emma Wightwick. Er folgte ihrer Familie nach London, wo er Emma 1863 heiratete. 1865 wurde er Mitglied des satirischen Magazins Punch, für das er zwei Cartoons pro Woche zeichnete.
Aufgrund seines verschlechterten Sehvermögens zog sich du Maurier 1891 von Punch zurück und schrieb drei Romane, von denen der letzte postum veröffentlicht wurde. Sein zweiter Roman Trilby ist die Geschichte des jungen Modells Trilby O’Ferrall, das sich durch den Fluch des bösen Musikgenies Svengali zu einer Diva mausert. Seife, Lieder, Tänze, Zahncreme und eine Stadt in Amerika wurden nach der Heldin benannt. Der Stoff inspirierte Gaston Lerouxs Das Phantom der Oper.

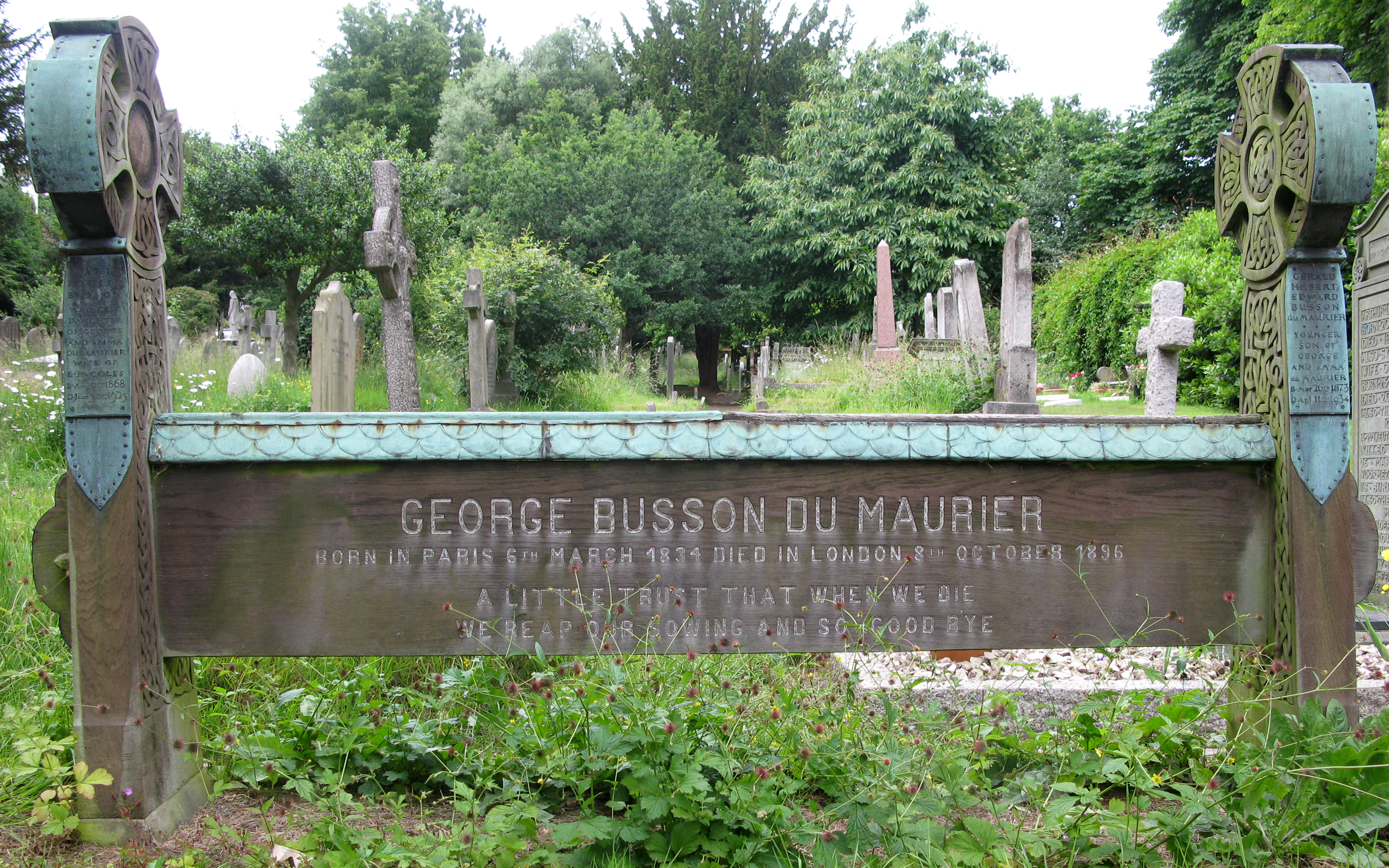
Du Mauriers Grab in London

Aufgrund der autobiografischen Prägung seiner Romane stellen diese in ihrer Gesamtheit eine Art „fiktive Trilogie“ seines eigenen Lebens dar: Peter Ibbetson spielt vorwiegend in Passy, dem Ort seiner eigenen Kindheit und der seiner gleichnamigen Romanfigur. Trilby hat das studentische Leben im Quartier Latin zum Mittelpunkt und The Martian schwerpunktmäßig seine späteren Jahre von der Erblindung bis zum Tod seiner Romanfigur Barty Josselin in London, wo Du Maurier bald darauf selbst verstarb.
George du Maurier war der Vater von Gerald du Maurier und Großvater der Schriftstellerinnen Daphne du Maurier und Angela du Maurier sowie der Künstlerin Jeanne du Maurier. Er war ebenfalls Großvater der Llewelyn-Davies-Jungen, die Peter Pan inspirierten.
Er wurde auf dem Saint John’s Churchyard in Hampstead, London, beigesetzt.

## Romane
- Peter Ibbetson (1891)
- Trilby (1894)
- The Martian (1897)

## Verfilmungen
- 1931: Svengali – Regie: Archie Mayo
- 1935: Peter Ibbetson – Regie: Henry Hathaway
- 1954: Svengali – Regie: Noel Langley